# غوانغجو (كوريا الجنوبية)
غوانغجو هي مدينة في كوريا الجنوبية، تتبع مقاطعة غيونغي، بلغ عدد سكانها 310,278 نسمة في 2015، تبلغ مساحتها 430.96 كيلومتر مربع.

## مدن توأم
المدن التوأم:
- زيبو
- وينزهو.

## أعلام
- يوبين
- سيو يونغ وون
- هو يونغ ساينغ
- سويونغ